# Nervilia grandiflora
Nervilia grandiflora är en orkidéart som beskrevs av Rudolf Schlechter. Nervilia grandiflora ingår i släktet Nervilia och familjen orkidéer. Inga underarter finns listade i Catalogue of Life.